# Distretto di Sarata
Il distretto di Sarata (in ucraino Саратський район?, Sarats'kyj rajon; in russo Саратский район?, Saratskij rajon) era un distretto dell'Ucraina situato nell'oblast' di Odessa; aveva per capoluogo Sarata. La popolazione era di 45.145 persone (stima del 2015). Il distretto fu costituito nel 1965 ed è stato soppresso in seguito alla riforma amministrativa del 2020.